# Риче
Риче (венг. Ricse) — село на северо-востоке Венгрии, в медье Боршод-Абауй-Земплен.
Расположено недалеко от границ Словакии и Украины. Население — 1900 человек, из которых 15 % — цыгане. До Второй мировой войны в Риче жила процветающая еврейская община. До сегодняшнего дня сохранилось еврейское кладбище.
В Риче в 1873 году родился основатель кинокомпании «Парамаунт Пикчерз» Адольф Цукор. В центре села находится дом культуры имени Цукора.

## Население
| Год  | Численность | Численность |
| ---- | ----------- | ----------- |
| 2013 | 1795        | [ 2 ]       |
| 2014 | 1776        | [ 3 ]       |
| 2015 | 1769        | [ 4 ]       |
| 2021 | 1757        | [ 5 ]       |
| 2022 | 1653        | [ 6 ]       |
| 2023 | 1641        | [ 7 ]       |
| 2024 | 1632        | [ 1 ]       |

## Города-побратимы
- Казелетте, Италия